# Ricardo Aronovich
Ricardo Aronovich (Buenos Aires, 4 gennaio 1930) è un direttore della fotografia argentino naturalizzato francese.

## Riconoscimenti
- Premio César per la migliore fotografia
  - 1978: candidato - Providence
  - 1984: candidato - Ballando ballando
- David di Donatello per il miglior direttore della fotografia
  - 1987: candidato - La famiglia

## Filmografia parziale
- I fucili (Os Fuzis), regia di Ruy Guerra (1964)
- Orden de matar, regia di Román Viñoly Barreto (1965)
- L'affare Dominici (L'affaire Dominici), regia di Claude Bernard-Aubert (1973)
- L'importante è amare (L'important c'est d'aimer), regia di Andrzej Żuławski (1975)
- Scene di un'amicizia tra donne (Lumière), regia di Jeanne Moreau (1976)
- Providence, regia di Alain Resnais (1977)
- El recurso del método, regia di Miguel Littín (1978)
- Chiaro di donna (Clair de femme), regia di Costa-Gavras (1979)
- Missing - Scomparso (Missing), regia di Costa-Gavras (1982)
- Ballando ballando (Le bal), regia di Ettore Scola (1983)
- Hanna K., regia di Costa-Gavras (1983)
- La famiglia, regia di Ettore Scola (1987)
- L'infiltrato (The Man Inside), regia di Bobby Roth (1990)
- Le batteur du boléro, regia di Patrice Leconte - cortometraggio (1992)
- Stranded - Naufraghi (Stranded), regia di María Lidón (2002)
- Yo puta, regia di María Lidón (2004)
- Klimt, regia di Raúl Ruiz (2006)
- Blind Revenge, regia di Raúl Ruiz (2010)